# マッチポイント!
『マッチポイント!』は、NHKで2000年10月6日から12月22日に放送されたテレビドラマ。

## キャスト

### スカイクリーナーズの選手たち
- 大場道子：室井滋[2] - セッターでキャプテン
- 西川トモ子：大林素子 - スーパーエース
- 山田美佐子：川原亜矢子 - センター
- 松本レイ：郷内妙子 - センター
- 高山イズミ：矢松亜由美 - レフト
- 今田キヨエ：初音映莉子 - レフト
- 吉岡タマミ：三原じゅん子 - リベロ
- 月岡マミ子：佐藤江梨子 - 最後の切り札（第11話～）

### 周囲の人物
- 倉田進：村上弘明
- 有沢冴子：細川直美
- 恩地良夫：吉見一豊
- 大場透：宮藤官九郎
- 山田明：光石研
- 有沢重子：山田五十鈴（特別出演）
- 倉田和歌子：草笛光子
- 広瀬一平：里見浩太朗
- 神田：ケーシー高峰
- 鹿内孝
- 笹野高史
- モロ師岡
- 川俣しのぶ

## スタッフ
- 脚本：矢島正雄
- 演出：田中賢二
- 制作：銭谷雅義
- 音楽：長谷部徹
- 監修：日本バレーボール協会

## 主題歌
- 「スフィア」（歌：髙橋真梨子）
  - 作詞：髙橋真梨子／作曲：濱田金吾／編曲：十川知司

## サブタイトル
1. もう一度アタック
2. 負ければ解散!?
3. クビ覚悟の訴え
4. 盗まれた遠征費
5. 私達は負け犬じゃない
6. 工場がなくなる!?
7. 夢を持ちたい
8. 先輩はメダリスト
9. 勇気ある失業
10. さらば愛しき人
11. 最後の切り札
12. 奇跡の大逆転